# Erőss Sándor (református lelkész)
Erőss Sándor (Csokonya, 1796. március 15. – Darány, 1858. február 11.) református lelkész, az Erőss család dercsikai ágának leszármazottja.

## Élete
Atyja Erőss József református lelkész volt; tanulmányait Csurgón kezdte s Debrecenben, a Református Kollégiumban végezte. 1819-ben Teleki László gróf nevelője lett és növendékével a külföldi egyetemeket látogatta; hazaérkezvén a belső somogyi egyházmegyében segédkezett; Csökölyben szolgált 1825-ben, majd 1826-ban a lábodi egyház hívta meg rendes lelkésznek; innét másfél év múlva Darányba költözött, hol 29 év és 11 hónap szolgálat után „sorvadás következtében jobb létre szenderült”. A darányi reformátusok mint Templomépítőt emlegetik, 1833-ban Ő építtette a ma is álló, műemléki védelem alatt álló templomot. 38 évi hivataloskodás után hunyt el.

## Munkái
Sokat írt, de munkái mind kéziratban maradtak.
Fő művei: 
- Az egyetemes történettan vázlata
- Tapasztalati lélektan (2 kötet)
- Lélektan
- Elmegyakorlatok (2 kötet)
- Tájékozó földrajz népiskolák számára
- Közönséges földrajz
- Földleirat
- Néptan
- Számtan
- Tiszta mennyiségtan
- Franczia nyelvtan
- Állatrajz
- Növény és ásványtan